# Puccinia uliginosa
Puccinia uliginosa är en svampart som beskrevs av Juel 1894. Puccinia uliginosa ingår i släktet Puccinia och familjen Pucciniaceae.   Inga underarter finns listade i Catalogue of Life.